# Piper PA-36 Pawnee Brave
El Piper PA-36 Pawnee Brave es un avión de agrícola de ala baja fabricado por la compañía estadounidense Piper Aircraft en los años 1970.

## Diseño y desarrollo
El PA-36 fue anunciado por primera vez en 1972 como una nueva versión del PA-25 Pawnee motorizado con un Continental Tiara 6-285 de seis cilindros horizontales de 285 cv. El avión tenía una nueva ala, sistemas de ventilación y calefacción mejorados. El modelo entró en servicio en 1973.
En 1977 se presenta la nueva versión del PA-36 Pawnee Brave 300 con el más potente, Avco Lycoming IO-540-K1G5 de 300 cv. El avión original fue renombrado PA-36 Pawnee Brave 285. En 1978 el Pawnee BRave 300 se convirtió en el modelo estándar mientras que se presentaba la siguiente versión repotenciada: el PA-36 Pawnee Brave 375 con un motor Avco Lycoming IO-720-D1CD de ocho pistones y 375 cv.
En 1981 Piper vendió los derechos de diseño a WTA Incorporated, quienes lanzaron al mercado dos versiones en 1982 con motores de 375 y 400 cv respectivamente denominadas New Brave 375 y New Brave 400. Para 1987 se habían construido de ambos modelos 150 unidades en total.

## Variantes
- PA-36-285 Pawnee Brave

Versión de producción. Se construyeron 938.
- PA-36-300 Pawnee Brave 300

Versión remotorizada con un Avco Lycoming IO-540-K1G5 de 300 cv de potencia.
- PA-36-375 Pawnee Brave 375

Versión remotorizada con un Avco Lycoming IO-720-D1CD de 375 cv de potencia.

## Especificaciones (New Brave 375)
Referencia datos: Jane's All The World's Aircraft 1988-89

### Características generales
- Tripulación: 1
- Carga:
- 1.041 l líquidos * 998 kg de pesticidas sólidos
- Longitud: 8,38 m
- Envergadura: 11,82 m
- Altura: 2,29 m
- Superficie alar: 20,96 m²
- Peso vacío: 1.118 kg
- Peso máximo al despegue: 2.177 kg
- Planta motriz: 1× motor de pistón con 8 cilindros opuestos en horizontal enfriado por aire Avco Lycoming IO-720-D1C.
  - Potencia: 375 cv

### Rendimiento
- Velocidad máxima operativa (Vno): 229 km/h
- Velocidad crucero (Vc): 219 km/h
- Alcance: 727 km
- Régimen de ascenso: 4,7 m/s

### Desarrollos relacionados
- Piper PA-25 Pawnee